# Dichomeris isa
Dichomeris isa is een vlinder uit de familie van de tastermotten (Gelechiidae). De wetenschappelijke naam van de soort is voor het eerst geldig gepubliceerd in 1986 door Hodges.

## Type
- holotype: "male, 6-9.VII.1979, D. & M. Davis. USNM Genitalia Slide No. 12214"
- instituut: USNM
- typelocatie: "USA, Oklahoma, Sequoyah County, Tenkiller Lake, 3 mi W Blackgum"[3]